# Spoorlijn Bedburg - aansluiting Martinswerk
De spoorlijn Bedburg - aansluiting Martinswerk is een Duitse spoorlijn van Bedburg naar de aansluiting Martinswerk bij Quadrath-Ischendorf en als lijn 2581 onder beheer van DB Netze.

## Geschiedenis
Het traject werd door de Bergheimer Kreisbahn geopend tussen 1896 en 1897. Rond 2015 werd de aansluiting naar de chemische fabriek Martinswerk bij Kenten, gemeente Bergheim (Noordrijn-Westfalen), opgebroken. De treinen van treinserie RB 38 rijden sinds plm. 2015 vanaf station Bedburg (Erft) via station Bergheim (Erft) en Quadrath-Ichendorf naar Horrem, gemeente Kerpen v.v.. Op het rond 2015 geheel vernieuwde station Horrem kan men op lijn SB 19 van de treinen van de S-Bahn van Keulen overstappen richting Aken of Keulen (Köln Hbf).

## Treindiensten
| Serie | Treinsoort                  | Route                                                                               | Bijzonderheden |
| ----- | --------------------------- | ----------------------------------------------------------------------------------- | -------------- |
| RB 38 | Regionalbahn (DB Regio NRW) | Köln Messe/Deutz – Köln Hbf – Quadrath-Ichendorf – Bergheim (Erft) – Bedburg (Erft) | Erft-Bahn      |

## Aansluitingen
In de volgende plaatsen is of was er een aansluiting op de volgende spoorlijnen:
Bedburg
DB 2580, spoorlijn tussen Düren en Neuss
DB 2582, spoorlijn tussen Bedburg en Ameln
Zieverich
DB 2603, spoorlijn tussen Elsdorf Ost en Zieverich
Bergheim (Erft)
DB 2604, spoorlijn tussen Bergheim en Niederaussem
aansluiting Martinswerk
DB 2601, spoorlijn tussen Mödrath en Rommerskirchen